# Грушко Леонід Олексійович
Леонід Олексійович Грушко (19 лютого 1957, Вінницька область — 16 травня 2025) — український радянський діяч, слюсар-складальник механічного заводу міста Феодосії Кримської області. Депутат Верховної Ради СРСР 11-го скликання.

## Біографія
Закінчив вісім класів середньої школи. Потім навчався в професійно-технічному училищі на Вінниччині. Перевівся до Феодосійського професійно-технічного училища, здобув спеціальність слюсаря-складальника. Член ВЛКСМ.
У 1974—1976 роках — слюсар-складальник Феодосійського механічного заводу Кримської області.
У 1976—1978 роках — у Радянській армії: служив кулеметником у мотострілецьких військах.
З 1978 року — слюсар-складальник механічного заводу міста Феодосії Кримської області. Без відриву від виробництва закінчив середню школу.
Потім — на пенсії в смт. Приморський Феодосійської міської ради АР Крим.